# タヒチ語
タヒチ語（タヒチご、reo Tahiti）は、オーストロネシア諸語の東マレー・ポリネシア語派に属し、フランス領ソシエテ諸島のタヒチ島およびその他の島々で話されている言語。東マレーポリネシア諸語の一角をなし、タヒチ諸語の中心的な言語とみなされる。

## レオ・マーオヒ
タヒチ語は「レオ・マーオヒ (reo mā’ohi)」諸語の中で最も重要な言語である。「レオ・マーオヒ」は、フランス領ポリネシアで話されている言語を一括りにしたもので、「語群」でまとめられる言語の集団を越えたものである。「レオ・マーオヒ」には、タヒチ語の他に以下の言語や方言が含まれる。
- トゥアモトゥ諸島の言語「レコ・パウモトゥ」および7つの方言的変種を含む
- マルキーズ諸島の言語。北西部の言語（エオ・エナナ）と南東部の言語（エオ・エナタ）
- オーストラル諸島（トゥブアイ諸島）の言語およびその変種。「レオ・ラパ」とオーストラル語。ルルトゥ、トゥプアイ、リマタラ、ライババエと呼ばれる変種に分類される
- ガンビエ諸島の言語、レオ・マンガレバ

これらの言語は発音が異なることもあれば、互いに意思疎通ができない場合もある。この地域で様々な言語の話者が意志疎通を行うのにフランス語が最も標準的な言語であり続けていることを除けば、実際タヒチ語は、話者人口の多さから、また地域の行政やコミュニケーションの手段として用いられることから、フランス領ポリネシア住民の多くに理解される。
他のポリネシア諸語と同じく19世紀までタヒチ語には書き言葉がなく、文字によらず口承によって存続していた言語だった。タヒチ語を初めて文字で表す作業を行ったのはロンドン宣教師協会の宣教師らだった。タヒチ語が話し言葉のみの言語だったこと、最初に文字で記したのがヨーロッパ人だったことから、ラテン文字が多少独自の特徴を加えつつこの言語の表記に使われている。

## 歴史
タヒチ語の成立は、他のマレーポリネシア諸語と同様に、それらの祖語を担った話者集団の太平洋の様々な島々への移民・定住をその契機とする。この移住によりタヒチ語を含む諸語の祖語はポリネシアに散らばる38の言語に分化することになる。この分化は言語変化の速さだけでなく地理的な拡散の速さの結果でもある。紀元前1600年から1200年の時期にラピタ文化が発達し、ニューギニアからフィジー、トンガ、サモアにまで広まった。これらのうち最後の二つの島から他の島への移民・定住が紀元前300年頃に始まった。
フィジーはメラネシアの文化・言語圏で、近隣のトンガやサモアへの移住の出発点だった。この3島を結んでできる三角形の中で、ラピタ文化のために太平洋に広まっていたメラネシア諸語から派生したフィジー・ポリネシア祖語が形成された。メラネシア文化圏にありこの文化と強くつながっているフィジーは、例えばメラネシア文化が陶器を使わなかったのと同じく新たな文化を生み出さず、文化の革新を継続させたトンガやサモアとは異なっていたが、フィジー・ポリネシア祖語と同様ポリネシア文化が形成されたのはこの三角形の中だった。
メラネシア文化とは異なる特異性を持ったこの新しい文化がポリネシア文化の起源だった。結果として、紀元前300年にトンガとサモアから航海が始まると、メラネシア海の文化とは違う独自の文化が輸出された。そしてこの文化とともに将来ポリネシア諸語の起源になる新しい言語がもたらされた。
トンガとサモアで始まった移民は、クック諸島、タヒチ、トゥアモトゥ諸島という経路を通り、マルキーズ諸島で終わった。この最初の移民で、トンガ諸語、サモア諸語、タヒチ諸語、マルキーズ諸語とポリネシア諸語内で大きなグループ分けがなされた点が注目される。これらの祖語は将来派生する言語群の初期段階となり、のちにはその祖語と同じ名を持つ下位集団を形成することになる。そのうち現在存続する唯一のものはトンガ祖語であり、トンガ語とニウエ語にわかれる。さらに、トンガ語は38のポリネシア諸語の母言語として再建されるポリネシア祖語に最も近い言語である。
タヒチ祖語が、中央ポリネシア（クック諸島、ソシエテ諸島、トゥアモトゥ諸島）そしてもっと後にオーストラル諸島に定住した最初の移民の波の間どのように形成されたのかは重要である。タヒチ語の源流はポリネシア文化があった時代の初期には既に見出せる。その変化の後期段階では特徴的な音素のうちいくつかが失われ、タヒチ諸語の他の言語ではこれらが現在の形に変化している。それぞれの地域が孤立していたため、起源を共有していても話者間の頻繁な交流はなく、下位の言語集団が断絶・分断し各言語ごとに個別の変化を遂げ独立した言語が生まれた。
西暦1000年頃にこのポリネシア中心部から新たな移民が始まり、この時に既に形成されていた言語のうちタヒチ系言語の使用地域が拡大した。マルキーズ諸島を発った人々が400年頃にハワイで人口を増やしたのと同様に、11世紀にはソシエテ諸島やクック諸島を含むタヒチ諸語の中心部からニュージーランドへの移住が行われた。つまり、マルキーズ諸島の言語と同じように、移住によってタヒチ系言語圏が大幅に拡大したということである。ニュージーランドではやがてもう一つのタヒチ系大言語、マオリ語となる言語が形成された。マオリ語とタヒチ語が双子の言語であるとも、一方がもう一方から派生したとも言えない。片方をタヒチ語、もう片方をクック諸島のマオリ語と呼ぶのと同じ具合に、マオリ語がタヒチ語の方言とは別に発展した結果であると見るべきである。
タヒチ語、マオリ語、クック諸島のマオリ語の3言語は、それぞれの諸島・群島の各々に分かれて発展と変化を経たのち、タヒチ系言語圏を大きく広げた。例えば、マオリ語が [k] と [ŋ] を残している一方で、タヒチ語はそれを残しておらず、調音の緩みや速い発音により単純化され、無声の声門閉鎖音 ([ʔ]) となった。以下の表でタヒチ語、マオリ語、クック諸島のマオリ語の単語を比較する。
| 意味 | タヒチ語       | マオリ語          | クック諸島のマオリ語 |
| ---- | -------------- | ----------------- | -------------------- |
| 空   | [ɾaʔi]         | [ɾaŋi]            | [ɾaŋi]               |
| 北風 | [toʔeɾau]      | [tokeɾau]         | [tokeɾau]            |
| 女   | [vahine]       | [wahine]          | [vaʔine]             |
| 家   | [faɾe]         | [ɸaɾe]            | [ʔaɾe]               |
| 母   | [metua vahine] | [ɸaea]            | [metua], [ma:ma:]    |
| 父   | [metua ta:ne]  | [matua], [pa:pa:] | [matua], [pa:pa:]    |

文字を持っていなかったポリネシア系言語の性質上、タヒチ語は他のポリネシア諸語と同じくその発展と変化の過程をたどるのが難しい。また文字がなかったことで、書き言葉による特定の変化が言語を固定させることは起きなかった。このこと自身のためにタヒチ語がタヒチ諸語から分化し成立した時点を正確に算出するのは難しい。民族学や植民地化の研究のような他の資料のみがポリネシアにおける言語の拡散とそれに続く分化を説明できるが、タヒチ系方言からタヒチ語への発展のように資料のない内的な変化を明確にとらえることはできない。
タヒチ語の最初の文献が現れ、南海を探検していたヨーロッパ人の手に渡ったのは18世紀になってからであり、それさえも間違いが相当あり声門閉鎖音や長音の書き漏らしも多く、19世紀初めにタヒチに到着したイギリス人宣教師の文書も同様だった。タヒチ語のみを扱った本が出版されたのは1810年になってからだった。1881年にフランスがタヒチとソシエテ諸島を植民地として併合すると、フランス語がポリネシア系言語圏に流入し、独自の言語と文化を代償としてタヒチ社会に文化変容をもたらした。

## 発音と正書法
オーストロネシア系言語にあってタヒチ語のみが14の音素、すなわち9個の子音と5つの母音を用いる。長母音を数えるならばこの数は19になる。そのため、ロマンス諸語と比べるとアルファベットは簡潔であり、必要なのは14の文字だけとなる。以下がタヒチ語のアルファベットである。
| 文字 | 名前 |  | 文字 | 名前 |
| ---- | ---- |  | ---- | ---- |
| a    | ’ā   |  | o    | ’ō   |
| e    | ’ē   |  | p    | pī   |
| f    | fā   |  | r    | rō   |
| h    | hē   |  | t    | tī   |
| i    | ’ī   |  | u    | ’ū   |
| m    | mō   |  | v    | vī   |
| n    | nū   |  | ’    | ’eta |

’eta（エタ）はポリネシア諸語に特徴的な文字である。これは声門破裂音を表しており、子音である。この文字はハワイ語の「オキナ (ʻokina)」とは異なり、アポストロフィ (’) であるが、タイプライターにこの字がない場合は引用符 (') で代用することもできる。これはフランス領ポリネシアでタヒチ語の正書法と文法の規範化を受け持つ公的機関、タヒチ・アカデミーが採用している方法だが、タヒチ文献学界で一致して受け入れられているわけではなく、ラーポト式のように別な正書法を用いる教員やメディアもしばしば見られる。
創始者のトゥロ・ア・ラーポトにちなんで名付けられたラーポト式正書法では、声門破裂音を伴う母音を重アクセント記号を用いて à, è, ì, ò, ù と表す。長母音はラーポト式、タヒチ・アカデミーとも長音記号で表すが、長母音が声門破裂音を伴う場合は曲アクセント記号を用い â, ê, î, ô, û とする。ただしこの方式は、タヒチ・アカデミーの正書法の導入が進み最も広く受け入れられているため、劣勢になっている。さらに、タヒチ・アカデミーの正書法はタヒチ語と同系であるトンガ語やサモア語、ハワイ語で採用された正書法に倣ったものであり、このことがタヒチ語の他の正書法に対する論戦に強みを与えている。
いずれにしても、タヒチ語は語頭でエタを多用するのが特徴であり、音を文字で表すことや大文字の扱い、アルファベットでの順序などが問題となる。
タヒチ語の音声体系は以下の通り。
|        | 両唇音 | 両唇音 | 唇歯音 | 唇歯音 | 歯茎音 | 歯茎音 | 咽頭音 | 咽頭音 |
| ------ | ------ | ------ | ------ | ------ | ------ | ------ | ------ | ------ |
| 無声   | 有声   | 無声   | 有声   | 無声   | 有声   | 無声   | 有声   |        |
| 破裂音 | [p]    |        |        |        | [t]    |        | [ʔ]    |        |
| 鼻音   |        | [m]    |        |        |        | [n]    |        |        |
| 弾き音 |        |        |        |        |        | [ɾ]    |        |        |
| 摩擦音 |        |        | [f]    | [v]    |        |        | [h]    |        |

|          | 前舌 | 前舌 | 中舌 | 中舌 | 後舌 | 後舌 |
| -------- | ---- | ---- | ---- | ---- | ---- | ---- |
| 狭母音   | [i]  |      |      |      |      | [u]  |
| 半狭母音 | [e]  |      |      |      |      | [o]  |
| 広母音   | [a]  |      |      |      |      |      |

見ての通り、ポリネシア以外ではたいていの言語で見られる [b], [d], [g], [k], [l], [s] などの音がない。その一方で二つの咽頭音の存在が際立っている。無声の声門破裂音 [ʔ]（古い時代の 
[k] と [ŋ] の弱化に由来）と、無声の声門摩擦音 [h] である。他の音がポリネシア諸語のバリエーション内に収まっているとしても、子音の体系が単純であるだけに、この二つはポリネシア諸語でも独特のもので独自の特徴となっている。
母音体系に関してはスペイン語と同様に5つの基本母音を持っているが、その各々に長母音があり、したがって [aː], [eː], [iː], [oː] , [uː] の5つが加えられる。タヒチ語の正書法ではこの長母音は長音記号 (¯) で表される。声門破裂音 (’) と長母音（ā など）の組合せでも正書法に特別な工夫はなく、’āpī「新しい」のように文字を続けて書くだけである。長母音や声門破裂音で語の意味が全く変わることがあるので注意が必要である。ava「珊瑚礁の中の通り道」と ’ava（酒の名前）、piti「2」と pītī（木の名前）など。
タヒチ語にありうる音節は、
- 母音
- 母音+母音
- 子音+母音

という構成のものである。
表記上の例外として、タヒチ語では限定詞の ïa で母音の分離記号 (¨) を使う。
文字と音の対応は以下のようになる。
| 文字 | 音   |  | 文字 | 音            |
| ---- | ---- |  | ---- | ------------- |
| a    | [a]  |  | o    | [o]           |
| ā    | [aː] |  | ō    | [oː]          |
| e    | [e]  |  | p    | [p]           |
| ē    | [eː] |  | r    | [ɾ]           |
| f    | [f]  |  | t    | [t]           |
| h    | [h]  |  | u    | [u]           |
| i    | [i]  |  | ū    | [uː]          |
| ī    | [iː] |  | v    | [v]           |
| m    | [m]  |  | ’    | [ʔ] 例: [aʔa] |
| n    | [n]  |  |      |               |

### 母音連続と変音
タヒチ語における母音の連続と音の変化も複雑ではない。母音が連続した場合は二つを区切って発音するのが優勢なため、母音が短くとも長くとも発音はその組合せによって変わらない。ただし音が変化する母音の連続が5つある。
ai
i が半母音の [j] に変化し [aj] となる。
ae
e が前舌半広母音の [ɛ] に変化し [aɛ] となる。発音の緩みにより [aɛ] が [ɛ] となることがある。
oi
o が前舌半広母音の [œ] という音になり、[œi] と発音される傾向がある。
ao
o が準狭準後舌母音の [ʊ] の音になり、[oʊ] と発音される傾向がある。
au
u が半母音の [w] に変化し、[aw] となる。

### アクセント
タヒチ語のアクセントはそれ自身若干複雑であり、語中にアクセントのある母音が二つ以上ありうる。語中のアクセントは以下の規則や派生規則に従う（[ˈ] は次の母音がアクセントを持つことを表す）。
- 長母音は全てアクセントを持つ。

[ˈtaːˈniːˈniːˈtoː]（tānīnītō,「何かを探し回る」）
- 2ないし3音節の語で二つないし三つが短母音であるかまたは一つが短母音で一つが長母音である場合、最後の短母音を除いて全ての母音がアクセントを持つ。

[ˈteɾe]（tere「旅行者」）、[ˈteˈraː]（teɾā「これ」）、[ˈmati]（mati 木の名前）、[ˈmaːti]（māti「ランプ」）、[ˈʔoˈhipa]（’ohipa「仕事」）、[ˈmaˈɾeva] （mareva「急いで通る」）
- 咽頭音 [h] または [ʔ] がある場合、アクセントの位置は変化する。咽頭音が二つの短母音に挟まれた場合、アクセントは最後の母音に置かれる。一方、最初の母音が長い場合、アクセントは最後の母音には来ない。

[maˈha]（maha「4」）、[ˈmaːha]（māha「悲しむ」）
- 2または3音節以上の語で、アクセントは語を構成する2または3音節の独立した単位に適用される。

[ˈmaniˈhini]（manihini「招待を受ける」）、[ˈmaːˈtaːˈʔaɾe]（mātā’are「こんにちは」）、[ˈhaʔaˈpuɾaɾaˈɾaʔa]（ha’apurarara’a「分散」）

畳語によって作られる単語の場合この現象はより理解しやすい。[ˈtaraˈtara]（taratara「厄介な」）、[ˈtaːˈhanaˈhana] （tāhanahana「温め直す」）
- 外国語起源の語で2または3音節以上ある場合、上記の最後の規則は適用されず、最後の母音以外の全母音にアクセントが置かれる。

[ˈpoˈɾoˈteˈtani]（porotetani「プロテスタント」）、[ˈpeˈɾeˈtiˈteni]（peretiteni「主席、大統領」）
- 直前の規則はアクセントの位置が明らかでないあらゆる語に適用される。

### 外来語
主にフランス語や英語からフランス領ポリネシアにやって来た外来語がタヒチ語の正書法や発音に採り入れられることについて、外国語の借用に関するいくつかの決まりごとがあり、単語やその意味がもたらされた状況によりそれが適用される場合とそうでない場合がある。外国語の c, d, g, k, s, x, z の文字により表される音は [t] (t) になる。側音の [l] およびそれに類する音は弾き音の [ɾ] になる。j と y（言語により [ʒ] または [j]）は i [i] となる。b（[b] またはそれに類する音）は p ([p]) に変化する。よって、president という語はタヒチ語で peretiteni と変化し、「ロシア」は Rūtia となる。
ただし、近年はこの文字転写の決まりごとから外れて、本来タヒチ語にはないにもかかわらず元の言語の音で発音される語が増えている。歴史的には、トンガ語、サモア語、マオリ語の [k] や [ŋ] の音のようにタヒチ語にはない音が他のポリネシア諸語からもたらされる兆候が外来語導入の初期から既にあった。

## 文法

### 語形
オーストロネシア系言語であるタヒチ語の語形は、ロマンス系言語やインドヨーロッパ系言語およびその話者に馴染みのある形式とはかなり違っており、タヒチ語ならではの概念と同列に考えるのは難しい。発音や正書法がそれほど複雑でないのと同様、名詞と動詞の語形もある程度の複雑さを示すのみである。

#### 名詞類
性と数
タヒチ語の特徴として、名詞、形容詞、いくつかの限定詞に数（すう）による変化がないことがある。数は定・不定と同じく冠詞によって表される。te fenua「国」、te mau fenua「国（複数）」が例。タヒチ語の数にはギリシア語のように単数、双数、複数の三つがある。ただし、いくつかの限定詞はこの区別を持たず、単数と複数しかないことも留意しなければならない。これら三つの数は代名詞、冠詞にも当てはまる。
性に関しては、代名詞や冠詞を伴う名詞、形容詞、限定詞ではその区別が示されない。実際名詞の振る舞いは中性ないし通性であるかのようである。このことにより、使用される名詞の性について話者が持っていなければならない知識はかなり単純化される。
他方、タヒチ語では、語を構成する接辞や小辞によって単語は名詞、形容詞、動詞になりうることを憶えておかねばならない（実例は後述）。名詞の形態論に関しては、名詞の意味、文中での環境、限定詞や形容詞の有無が名詞や名詞句の主要部としての単語の性質を示す働きをする。
人称代名詞
タヒチ語の人称代名詞は三つの人称（1人称、2人称、3人称）と三つの数（単数、双数、複数）を区別する。これらの他、タヒチ語では1人称の双数と複数で聞き手を含む包括形と含まない除外形を区別するという特徴が加わる。代名詞の一覧は以下の通り。
|       | 単数                  | 双数                      | 複数                        |
| ----- | --------------------- | ------------------------- | --------------------------- |
| 1人称 | vau, au, -’u          | 包括形: tāua 除外形: māua | 包括形: tātou 除外形: mātou |
| 2人称 | ’oe                   | ’ōrua                     | ’outou                      |
| 3人称 | ’’ōna, ’oia, -na, ana | ’rāua                     | ’rātou                      |

限定詞
限定詞は数が多く、冠詞、指示詞、所有限定詞がタヒチ語で日常的・基本的なものであることが分かる。
冠詞はスペイン語と同様に定・不定があり多様である。接頭辞 te「その」によって冠詞を作る方法は様々である。te ’oire「（その）都市」、te hō’ē ’oire「（ある）都市」が例。nā による冠詞の双数があることも留意すべき（nā mata「両目」）。複数を示すのに定・不定とも最もよく使われるのは mau である。te mau fare「（それらの）家々」、te hō’ē mau fare「（ある）家々」。カタルーニャ語など他の言語と異なるタヒチ語らしい特徴は、「人称冠詞」’o の存在である。E fa’ehau ’o Rui「ルイスは軍人だ」が例。
以下の表はよく使われる定・不定の冠詞である。
|      | 単数    | 双数   | 複数            |
| ---- | ------- | ------ | --------------- |
| 定   | te, t-  | nā, n- | te mau          |
| 不定 | te hō’ē | -      | te hō’ē mau, vē |
| 人称 | ’o      | -      | -               |

指示詞に関しては、これらは単純な構造を持っており、近称・遠称の区別や同じく単数の指示詞、中立の指示詞のように非常に明確である。同様に、指示詞には同音異義語が多く、話者にとってニュアンスの差がない同じ意味で別な形の様々なものも見られる。しかしながら具象名詞の近称・遠称の区別に注意しておけば問題ない。teie およびこれから派生した te’ie, teie nei は近称「この」であり、terā は遠称「あの」である。teie fare「この家」、terā fare「あの家」。遠近の割り振りのない指示詞が tēnā であり、二つの意味を持ちうる。tēnā fare「この家」または「あの家」。複数形の作り方については、冠詞と同様に mau を使う。代名詞化した指示詞は限定詞の役割を果たすものと同じ扱いである。
以下が指示詞の表。
|      | 単数              | 複数                          | 中立 |
| ---- | ----------------- | ----------------------------- | ---- |
| この | teie, te’ie, tēnā | teie mau, te’ie mau, tēnā mau | teie |
| あの | terā, tēnā        | terā mau, tēnā mau            | terā |

最後に所有限定詞について、自らの一部あるいは本来的な所有を表す「強い所有」と、自らの一部ではなく譲渡可能なものの所有を表す「弱い所有」の2種類の所有が区別される。「強い所有」の例は tōna pape「それの水」で、これはある川に関してその川の水であることを示す。一方、「弱い所有」の例は tāna pape「それ（彼）の水」で、これは誰かが飲んでいる水を指す。この所有の種類に三つめのものとして、単数で中立的な所有を表すものが加わる。強い所有は語根 tō- によって、中立的な所有は ta, 弱い所有は tā によって表される。スペイン語やフランス語のように、所有限定詞は限定詞として機能する時は冠詞 (te, te mau) といっしょには現れない。それに対し、所有代名詞として機能する時にはいっしょに現れる。
以下の表はタヒチ語の3種類の所有を表す所有限定詞である。
|       | 強い所有 | 中立的所有 | 弱い所有 |
| ----- | -------- | ---------- | -------- |
| 1人称 | tō’u     | ta’u       | tā’u     |
| 2人称 | tō’oe    | tō         | tā’oe    |
| 3人称 | tōna     | tana       | tāna     |

#### 動詞
タヒチ語では、どんな単語も動詞的接辞・小辞により対応する意味を適宜付加するだけで動詞に変換することができる。この場合、問題となるのは動詞の時制を示す要素よりも法やアスペクトの要素であり、これは動詞句や動詞に隣接する名詞句内ではなくアスペクトの接辞、時制の情報から導き出されること、相応の場所にある語からしばしば推論される。同様に、関連度の高い副詞も多く、そのおかげで動詞だけでは分からない文の意味を理解するのに欠かせない時制・アスペクトの情報を得ることができる。これによって接辞、隣接する小辞、文中のその他の部分は動詞の意味を補完したり形式を完全にすることができ、そうでなければそれらの部分がもたらす情報を欠いた不完全で誤った形式を解釈することになる。
以下ではタヒチ語動詞の法、アスペクト、時制の標識を見る。
| 標識                | 意味       |  | 標識      | 意味                          |
| ------------------- | ---------- |  | --------- | ----------------------------- |
| ’a                  | 命令       |  | i (...na) | 現在完了                      |
| ’ua                 | 動作の終了 |  | mai       | 習慣                          |
| e                   | 未完了     |  | ana       | 一般的な意味 様々な意味を持つ |
| tē (...nei) (...ra) | 進行       |  | ai        | 結果                          |
| ’ia                 | 希求       |  | hia, a    | 受身                          |

次にタヒチ語の動詞の構造を示す例を見る。
’ua tae mai te pahī i te hora piti.「船が2時に着いた」
tae は動詞句の主要部となっている動詞で、「着いた」の意味。ua は動作が終了（完了）したことを表す。mai は動作の空間的な近さを表す。te pahī は名詞句「（その）船」で、i te hora piti は文脈上「2時に」という意味となる。標識が動詞句の主要部に動作のアスペクト・時制の面で正確さをもたらしている点が注目される。

### 統語法
タヒチ語の文は独自の特徴的な構造を持つ。文の中心的な要素はアスペクトと時制の標識を伴った動詞であり、文頭に置かれる。その次に主語と補語が来る。最後に、動詞が他動詞ならば直接補語つまり直接目的語が来る。よって、タヒチ語の語順は「動詞・主語・補語」である。’ua ’amu ’o Tama i te i’a「タマは魚を食べた」。ここで直接補語は前置詞 i とともに現れている点に注意。これは目的語があることを示している。’ua hopu vau i te miti「私は海で水浴びした」。この文では、動詞にとって不可欠な場所の状況補語（副詞）がタヒチ語では目的語であることに注意しなければならない。非人称構文もタヒチ語では一般的である。’ua ta’ata「人がいる」。

## 基本表現
ここではタヒチ語話者との基本的な会話でよく用いられる表現の例をいくつか示す。
| 意味       | タヒチ語       | 意味       | タヒチ語            |
| ---------- | -------------- | ---------- | ------------------- |
| ようこそ   | Maeva          | いいえ     | ’aita, e’ita, e’ere |
| こんにちは | ’Ia ora na ’oe | よろしい   | Maita’i             |
| さようなら | Pārahi         | 家、住まい | Fare                |
| ありがとう | Māuruuru       | はい       | ’ē, ’ae             |

| 数詞       | 数詞 | 数詞 | 数詞 | 数詞 | 数詞 | 数詞 | 数詞 | 数詞 | 数詞        |
| 1          | 2    | 3    | 4    | 5    | 6    | 7    | 8    | 9    | 10          |
| ---------- | ---- | ---- | ---- | ---- | ---- | ---- | ---- | ---- | ----------- |
| tahi, hō’ē | piti | toru | maha | pae  | ono  | hitu | va’u | iva  | hō’ē ’ahuru |

## タヒチ語と社会
1881年にフランスがタヒチを海外領土として併合したのに伴い、フランス人の到来とともにタヒチ社会にフランス文化の流入が始まり、タヒチ語やポリネシア文化が保っていた法制度や権威よりも優位に立つ言語や文化がもたらされた。それでも、一般大衆の間ではタヒチ語が生き残った。また、入植者によってもたらされた新しいものや考え方がタヒチ語固有の語として取り込まれた。やがて、タヒチ語は技術・文化面での革新に対応し、’ainati「インターネット利用者」や pehenē’i「CD」のように、外国語からの借用でなくしばしばタヒチ語独自の形でより現代的な概念を導入するようになった。
フランス領ポリネシアの人々は、一部が一言語の話者ではあるが事実上の二言語使用者である。太平洋におけるフランスの植民地支配はかなりの影響力を持ち、人々が受ける基本教育に関してフランス語はポリネシア社会で大きな存在感を持つに至った。それでもタヒチ語は安定した話者人口を保っており、人口の78パーセントがポリネシア出身であることを考慮に入れると、40パーセントがタヒチ語の話者だと見積もられる。
フランス領ポリネシアではそれぞれの諸島・島々に固有の言語があり、ソシエテ諸島ではそれがタヒチ語であるが、その各地域でフランス語が「リングア・フランカ」（標準語の権威を持つ言語）として通用する。「レオ・マーオヒ」をなす各々の言語の話者間の理解度は非常に低く、フランス語が各言語の話者の交流を容易にしていることは考慮しなければならない。また、フランス領ポリネシアで用いられるフランス語はもはやフランス語の方言にとどまらず、本国のフランス語とは別なものであることも強調しておくべきである。島々の住人がフランス語やタヒチ語の要素がより少ないピジン言語の一種を話す場合すらある。
21世紀に入る前後から、特にフランス領ポリネシアで新憲法が施行された2004年以降は、ポリネシア民族主義派や独立派すらをも含む政治勢力の影響下にある行政が、タヒチ語の話者数と社会での使用を回復させようという努力を行っている。とは言え、他の古いフランスの植民地のようにフランス語が現地の言語の座を奪って唯一の言語になる状況は避けられたものの、フランス領ポリネシアでフランス語が獲得した勢力は大きく、人々の間に深く根付いている。実際タヒチ語は地域で権威のある言語としてフランス語に対抗することはできない。まして、フランス語を行政の公用語ならびに公共の業務に用いる言語とし、タヒチ語を「島が保存すべき文化遺産」と低く位置づける基本的な法がある状況ではなおさらである。
フランス語に対する立場の回復という方針のもと、フランス領ポリネシア政府は2004年より初等・中等教育で言語の集中教育の企画に取り組んでいる。授業に用いられる言語は法律上も慣習上もフランス語ではあるが、フランス領ポリネシアの社会生活でフランス語が唯一の公用語であるとする法の枠内にとどまらず、教育の各段階で児童や生徒にタヒチ語の授業を編成した。
大学に関しては、「タヒチ語文献学」のような学位はないものの、フランス領ポリネシア大学でポリネシアの言語・文化に関連した高等教育が行われている。大学では、教育やジャーナリズムの専門家向けに、言語の知識や習熟度に応じた三つのレベルのタヒチ語講座を公式に開講している。このような言語政策がありながら、ポリネシア住民はタヒチ語を家族や友人、身近な集団に対して使うなど、その使用範囲は限られている。よってフランス語が公の場で用いられる権威のある言語にとどまっている。
マスコミに関しては、タヒチ語の存在感は明らかに増しており、タヒチ語のみで発行される新聞を数紙目にすることができる。ラジオ放送では様々な周波数でこの言語の放送を受信できる。ただしテレビでは、「タヒチ・ヌイ・テレビ」が開局しタヒチ語の存在感が増したものの、同局の番組は二言語またはタヒチ語のみのどちらかであり、その存在感は若干小さい。

## 註
1. 1 2  MORAL, 2002: 421
2. ↑  Graphie et graphies de la langue tahitienne （フランス語）
3. ↑  CIA - The World Factbook - French Polynesia（英語）
4. ↑  L'expérimentation de l'enseignement des langues et de la culture polynésienne（フランス語）